# Карина Бурман
Карина Бурман (Анни Карина Перссон Бурман), родилась 22 октября 1960 года, шведская писательница и литературовед. Она работает исследователем в Уппсальском университете.

## Биография
Карина родилась на юге Норрчёпинга и в четыре года переехала с родителями на недавно построенную виллу около церкви Эстра Энебю. Лошади и история были в числе интересов детства. Она также много читала. В подростковом возрасте было меньше лошадей и больше театра.
После окончания старшей школы Карина переехала в Уппсалу, чтобы изучать гуманитарные науки. В 1983 году она вышла замуж за сокурсника Ларса Бурмана (позже главного библиотекаря Уппсальского университета), и в конечном итоге в семье появилось трое детей.
В 1988 году Карина защитила диссертацию о драматурге Юхане Хенрике Чельгрене. Эта диссертация была по направлению риторики, хотя риторика на тот момент ещё не стала отдельным предметом в университете. Несколько лет после защиты диссертации она работала преподавателем на факультете литературоведения в Уппсале. Она дебютировала как писатель в 1993 году с романом Min salig bror Jean Hendrich («Мой благословенный брат Жан Хендрих»), главным героем которого также является Чельгрен. Роман «Десятая муза» (Den tionde sånggudinnan) (1996) рассказывает о молодой женщине-литературоведе в Уппсале в 1909 году, которая занимается неожиданными, захватывающими и запутанными архивными исследованиями о Софии Элизабет Бреннер. Одновременно сама Бурман работала над изданием писем другой писательницы, Фредрики Бремер. Издание вышло в 1996 году. Бурман вернётся к жизнеописанию Бремер в 2001 году.
Писательская карьера увлекала Карину всё больше, и через несколько лет она начала работать писателем-фрилансером. Однако у неё был ряд исследовательских проектов, в том числе она издала неопубликованные письма Фредрики Бремер, и постепенно увлеклась жанром биографии. Первой написанной ей биографией, стала Bremer. En biografi (2001) («Бремер. Биография») (2001 г.), за ней последовали биографии литературного критика Клары Юхансон (Klara Johanson) и позже актёра Йёсты Экмана (Gösta Ekman d.ä.). Затем в свет вышла биография шведского поэта и музыканта Карла Микаэля Бельмана Bellman. Biografin («Бельман. Биография») (2019).
Писательская деятельность началась в маленькой деревушке Ашано под Пизой, где Карина создала свой первый роман. В течение нескольких долгих периодов она жила за границей, в том числе в Турку, Пизе, Вольфенбюттеле, Грез-сюр-Луане, Кембридже, Падуе и Риме. Интерес к Риму привёл к созданию романа Vi romantiska resenärer. Med Ellen Rydelius i Rom («Мы романтические путешественники. С Эллен Рюделиус в Риме») (2016), которая частично является биографией Рюделиус, изучением её путеводителей и изменений, произошедших в Риме в течение 20-го века.
Помимо литературы, её интересы включают музыку, путешествия, руины, кулинарию (особенно итальянскую и индийскую), бег, различные виды танцев (особенно зумба), театр и немое кино.